# Whitmill Nunatak
Whitmill Nunatak är en nunatak i Antarktis. Den ligger i Västantarktis. Argentina, Chile och Storbritannien gör anspråk på området. Toppen på Whitmill Nunatak är 1 244 meter över havet.
Terrängen runt Whitmill Nunatak är lite kuperad. Trakten är obefolkad. Det finns inga samhällen i närheten. 